# Los Altos Hills
Los Altos Hills, fundada en 1956, es un pueblo ubicado en el condado de Santa Clara en el estado estadounidense de California. En el año 2000 tenía una población de 7,902 habitantes y una densidad poblacional de 353.9 personas por km². Según CNN Money es la tercera ciudad más rica de los Estados Unidos en cuanto a ingresos medios.

## Geografía
Los Altos Hills se encuentra ubicado en las coordenadas 37°22′17″N 122°8′15″O / 37.37139, -122.13750. Según la Oficina del Censo, la ciudad tiene un área total de 22,3 km² (8,6 mi²), de la cual 22,3 km² (8,6 mi²) es tierra y 0 km² (0 mi²) (0%) es agua.

## Demografía
Según la Oficina del Censo en 2007 los ingresos medios por hogar en la localidad eran de $173,570, y los ingresos medios por familia eran $181,865. Los hombres tenían unos ingresos medios de $200,000 frente a los $178,288 para las mujeres. La renta per cápita para la localidad era de $92,840. Alrededor del 1.2% de la población estaban por debajo del umbral de pobreza.